# Сокологорное (село)
Сокологорное (укр. Сокологірне) — село в Генической городской общине Генического района Херсонской области Украины.
Население по переписи 2001 года составляло 802 человека. Почтовый индекс — 75521. Телефонный код — 5534. Код КОАТУУ — 6522184501.
Железнодорожная станция Сокологорное.

## Местный совет
75521, Херсонская обл., Генический р-н, с. Сокологорное